# 北海道道995号東藻琴豊富線
北海道道995号東藻琴豊富線（ほっかいどうどう995ごう ひがしもこととよとみせん）は、北海道網走郡大空町東藻琴と網走郡美幌町を結ぶ一般道道（北海道道）である。

## 概要

### 路線データ
- 起点：北海道網走郡大空町東藻琴山園（北海道道102号網走川湯線交点）
- 終点：北海道網走郡美幌町豊富（国道243号交点）
- 路線延長：18.4 km（総延長）

## 歴史
- 1981年（昭和56年） 路線認定[1]。

## 地理

### 通過する自治体
- オホーツク総合振興局
  - 網走郡
    - 大空町
    - 美幌町

### 交差する道路
大空町
- 北海道道102号網走川湯線 - 東藻琴山園（起点）

美幌町
- 国道243号 - 豊富（終点）